# 二笑亭
二笑亭（にしょうてい）は、東京深川の地主渡辺金蔵（1877年?～1942年6月20日）が自ら設計し大工を指揮して建築させた個人住宅（渡辺邸）で、現在の門前仲町二丁目にあった。

## 概要
関東大震災後の1925-1926年、渡辺は世界一周旅行に出かけた。帰国後、（関東大震災後の）区画整理が終るとバラック建ての自邸を本建築に改築する工事を始めた。着工は1927年12月頃で、自分で材木などを購入した渡辺は設計図もないまま口頭で大工に指示を出して建築させたが、その指示がたびたび変わったために工事は何度も中断。1931年8月に新築（竣工）届が出されたが、その後も工事が続けられた。この間、渡辺の奇行に耐え切れなくなった家族は別居し、渡辺1人と女中のみが残っていた。その後、「電話返却事件」（後述）をきっかけに1936年4月24日に渡辺が加命堂脳病院に入院させられ、2年後の1938年4月頃に取り壊された。
なお金蔵は昭和17年6月20日に没し、深川の玉泉院に葬られた。
現在、二笑亭が建っていた場所にはインテリア店が建っている。

## 二笑亭の特色
この建物は、閉鎖的で特異な外観を持ち、近所では「牢」「お化け屋敷」などと呼ばれていた。建物に興味を持った精神科医式場隆三郎は取壊し前に谷口吉郎と共に調査を行い、多数の写真を収録した「二笑亭綺譚」（1938年、二笑亭に関するほぼ唯一の資料）としてまとめた。
式場によれば次のような数々の奇妙な特色を持っている。
1. 敷地95.7坪に対し、建坪は約67坪（尺や間といった建物の単位に従っていない）
2. 木造2階建てにもかかわらず、物置と炊事場は鉄骨造
3. 正面二階の位置に配されたはめ殺しの大きなガラス窓三枚（五角形を組み合わせた形状）
4. 入り口に置かれた鉄製の半円形の雨よけ
5. 裏門に、出入りの邪魔になるように置かれた菱形の枠（◇の形）
6. 鉄棒をずらりと立てて作られた塀[2]
7. ガラス入りの節穴窓を空けた室内の壁[1]
8. 和式洋式の風呂を隣に並べた和洋合体風呂[2]
9. 屋根をこえてただ単に空に伸びたはしご
10. 傾いた違い棚
11. 土蔵の中の床から天井に伸びる昇れないはしご[2]
12. 奥行きが異常に浅く使いようのない押入[1]（家族の証言によれば、元は普通の押入だった。関東大震災後の区画整理計画を渡辺が拒み続け、建物の側面が強制取り壊しとなったことによる）
13. 中庭の離れに置かれ、扉が下半分しかない便所[2]
14. 左右とも口を閉じた狛犬
15. 虫よけと称して黒砂糖と除虫菊を練りこんだ壁　など

自らも建築道楽家である水木しげるは、「東西奇ッ怪紳士録」の中で「二笑亭主人」と題してこの建築を扱っている。
藤森照信は二笑亭の建築をダダイスムのマヴォやポストモダン建築の石井和紘などと比較して論じている。さらに、全体構造のアシンメトリー化と、逆に本来アシンメトリーな部分をシンメトリーとしている（上記の狛犬など）点を指摘している。
式場隆三郎の子息である式場隆成が「定本　二笑亭綺譚」に寄稿した文章によると、渡辺金蔵は茶道（鎮信流）の造詣が深く、二笑亭の構成にも茶道趣味の影響が見られるという。

## 電話返却事件
渡辺は1936年春、当時相当の資産価値を持っていた自宅の電話の無料返上を申し出た。当局はその理由の解釈に苦しんだが、結局申し出通りに電話を取り外し電話機を引き取った。このことがきっかけで別居していた家族は渡辺を入院させるのであるが、入院後に渡辺が語った理由は次の通りである。
「私は長いこと電話を所有してきたが、最近ではそれを使わない。しかも料金を納めねばならない。使用しないのに、料金を払うということは悪い。だから、電話を廃止することになった」

## 参考図書
- 式場隆三郎・柳宗悦 ほか「定本　二笑亭綺譚」（ちくま文庫、1993年）、ISBN 4480026681
  - 「二笑亭綺譚」（中西出版、2020年、木村荘八挿画）、ISBN 489115375X

当初、式場隆三郎が「中央公論」1937年11・12月号に「二笑亭綺譚」を発表、その後、1939年に単行本化された。同書では、存命中の本人及び家族への配慮からか渡辺金蔵の実名は伏せられており、「赤木城吉」という仮名になっている。第二次世界大戦後も何度か再刊され、1988年に、藤森照信・赤瀬川原平らの文章を加え『二笑亭綺譚 五十年目の再訪記』（求龍堂 ISBN 4763089293）が刊行（こちらでは、式場の原文を除いて渡辺の名が実名で登場する）。同版では、生存していた渡辺の息子を突き止めて取材を行い、残されていた家計簿及び世界一周旅行日記を取り上げており、模型師・岸武臣による二笑亭の復元模型も掲載されている。定本と銘打ったちくま文庫版は求龍堂版を増補したもの。
- 荒俣宏「パラノイア創造史」（ちくま文庫　ISBN 4480025898）
- 水木しげる「東西奇ッ怪紳士録」（小学館文庫　ISBN 4091926134）
- 加藤元浩「C.M.B 森羅博物館の事件簿」24巻72話（月刊少年マガジン）
- 山下武 (1994). 古書を求めて. 青弓社. p. 188. ISBN 9784787291042
- 井辻朱美「生きられる空間」『新潮』第96巻第8号、新潮社、1999年、201頁、OCLC 797970290。
- 木魚庵; YOUCHAN (2020). 金田一耕助語辞典：名探偵にまつわる言葉をイラストと豆知識で頭をかきかき読み解く. 誠文堂新光社. p. 60. ISBN 9784416520024